# 勿洛灯塔
勿洛灯塔（英語：Bedok Lighthouse）是一座位於新加坡東南部马林百列住宅區的灯塔。燈塔坐落在一棟26層公寓大廈樓的頂部。燈塔的光线特征為每5秒钟闪一次、光線能夠直射於20海里（37；23英里）外。燈塔的結構被觀察者形容為一個“红色混凝土隔间”。

## 历史
勿洛灯塔是新加坡第一座全自動化、無人操作的灯塔。耗費225,000新元建築，灯塔于1978年8月9日开始运作，高于平均海平面76米。燈塔燈柱发光强度为600,000坎德拉，能夠直射於20海里（37；23英里）外。燈塔取代了之前坐落在富麗敦酒店頂樓的富麗敦燈塔。新加坡市中心發展迅速，富麗敦燈塔發出的光線會被濱海灣周圍新聳立的高樓大廈遮擋，因此需要被取代。
2014年，一座新燈塔開始建築，並且於2015年9月完工。燈塔從舊址（马林百列路，大牌3000L Lagoon View公寓頂部）搬遷至樓高25層的马林台3號新加坡建屋發展局組屋屋頂上。這是第一坐建立在組屋屋頂的燈塔。

## 參看
- 新加坡灯塔列表

## 外部聯接
- 勿洛灯塔的图片 （页面存档备份，存于）